# Wandergebiet Aubachtal

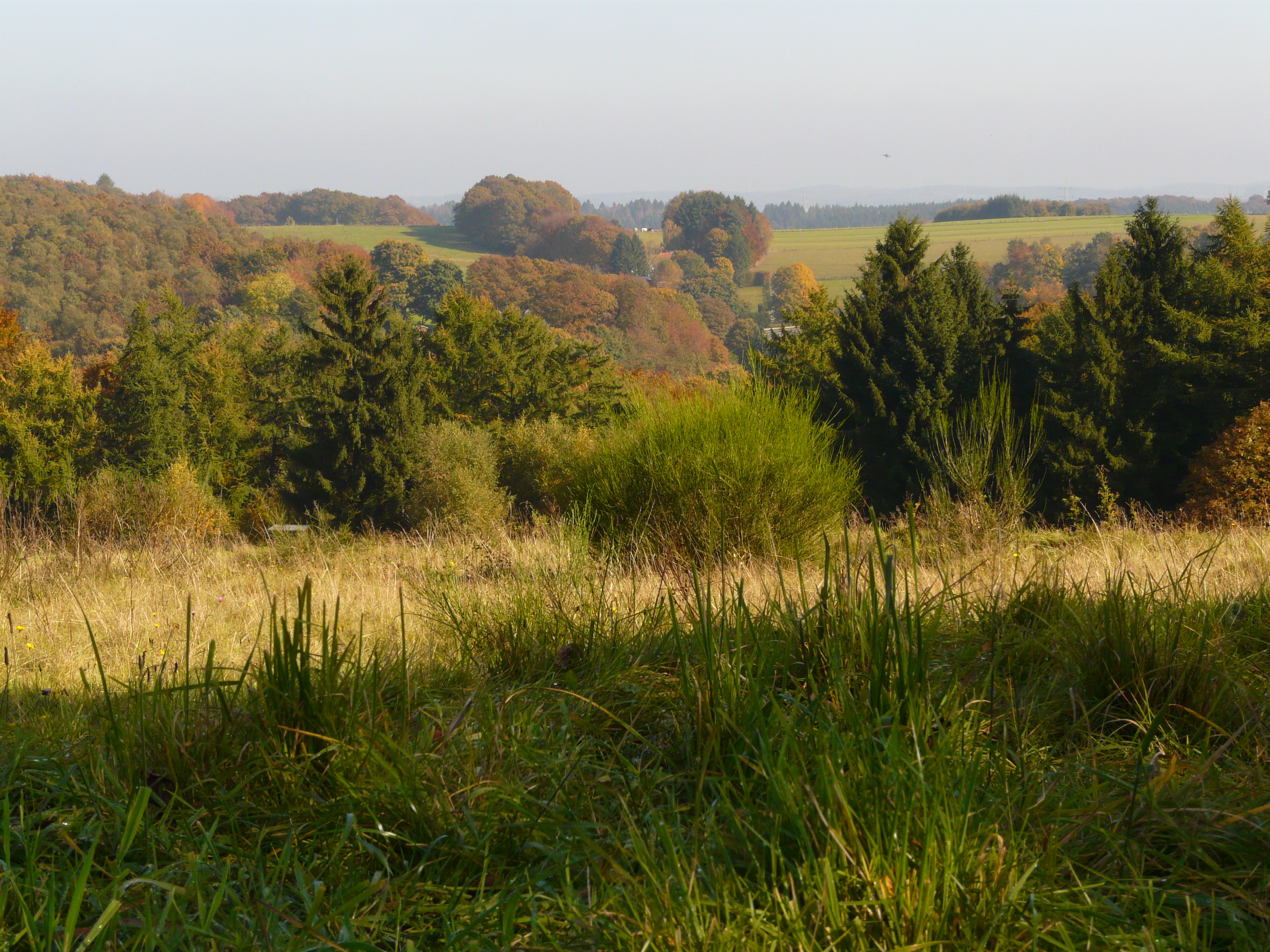
Das Bergische Land

Das Aubachtal ist ein Wandergebiet in Wildbergerhütte, Reichshof inmitten des Naturparks Bergisches Land.

## Namensgebung
Die Namensgebung Aubacht kommt von dem Begriff Aue (Auwald), welcher die natürliche Pflanzengesellschaft entlang von Bächen und Flüssen beschreibt. Nach dem Aubach in Wildbergerhütte wurde auch das Wandergebiet Aubachtal benannt.

## Lage/Geographie
Das Aubachtal zieht sich entlang des Aubachs. Es grenzt im Süden an die Gemeinde Morsbach, ihren höchsten Punkt und am nördlichen Ende an den Ort Wildbergerhütte. Umgeben von zwei Bergketten verläuft das Tal Richtung Wildbergerhütte immer tiefer. Die Region hat etwa 30 Kilometer markierte Spazier-, Wander- und Bergwege entlang des Aubachs in verschiedener Höhe.

### Umgebung und Landschaft

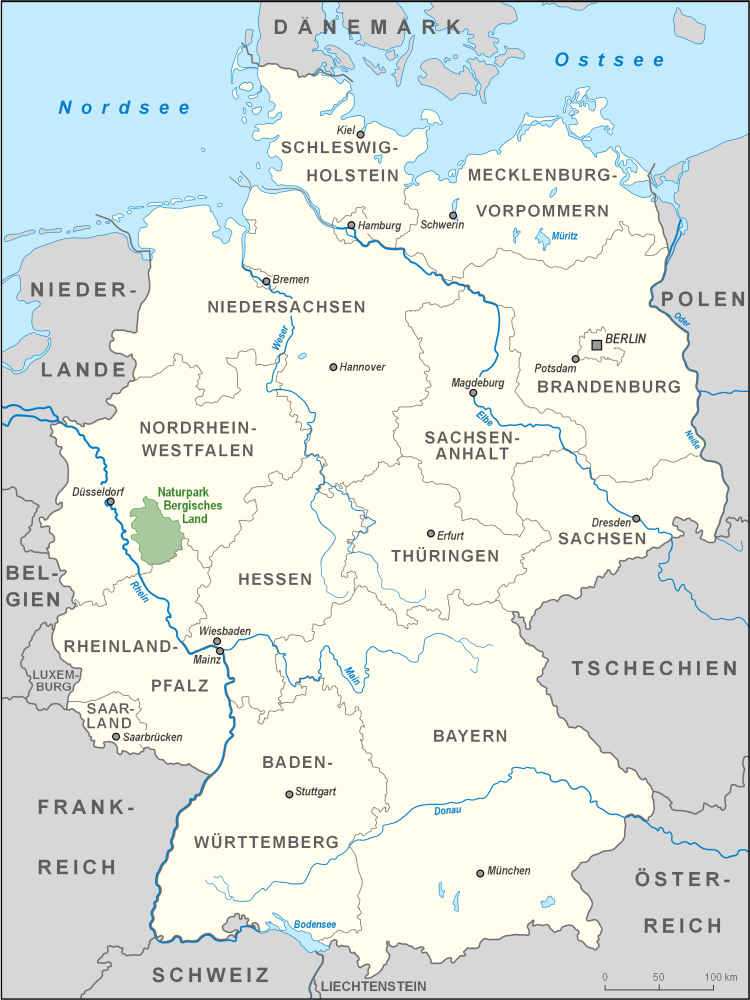
Naturpark Bergisches Land

Die Landschaft im Aubachtal ist geprägt von weiten grünen Höhenzügen mit Wiesen, Feldern und Mischwald. Dazwischen liegen Täler mit kleineren Bächen und Flüssen. Zahlreiche Seen und Talsperren befinden sich inmitten der grünen Natur. Besonders beliebt sind die weiten Panoramablicke, die sich von den langen Höhenzügen immer wieder bieten. Nicht selten sieht man bis zum Rhein oder ins Siebengebirge.
Das Grün in der Natur verdankt das Aubachtal seinem Wasserreichtum. Zahlreiche Tiere wie z. B. Eisvögel, Salamander, Kröten und Fische nutzen den Lebensraum an und in Talsperren, Flüssen und Seen für sich.

## Tourismus
Das Bergische Land inbegriffen dem Aubachtal in Reichshof ist ein Ziel für Touristen, sowohl für Naherholungssuchende als auch für Kurzurlauber. Seit 2005 vermarkten der Rheinisch-Bergische und der Oberbergische Kreis die Tourismusregion durch die Naturarena Bergisches Land GmbH. Die Region wird vom Bergisches Land Tourismus Marketing e.V. beworben. Sie kümmern sich als regionale Tourismusorganisationen um den Auf- und Ausbau der touristischen Strukturen sowie um die Vermarktung der Region als Reise- und Ausflugsziel. Die Hauptzielgruppe sind Tagestouristen aus der Rheinschiene (Düsseldorf, Köln, Bonn) und dem Ruhrgebiet sowie Kurzurlaubsgäste. Zahlreiche Landhäuser laden immer mehr Besucher in diese Regionen un verstärken den Tourismus zusätzlich.

## Bergischer Panoramasteig

### Etappe 9: Wildbergerhütte – Morsbach
Die neunte Etappe des bekannten Bergischen Panoramasteigs führt direkt durch das Aubachtal von Wildbergerhütte nach Morsbach.